# Ia Nhin
Ia Nhin là một xã thuộc huyện Chư Păh, tỉnh Gia Lai, Việt Nam.
Xã Ia Nhin có diện tích 31 km², dân số năm 2020 là 6.415 người, mật độ dân số đạt 203 người/km².